# Seznam měst v Afghánistánu

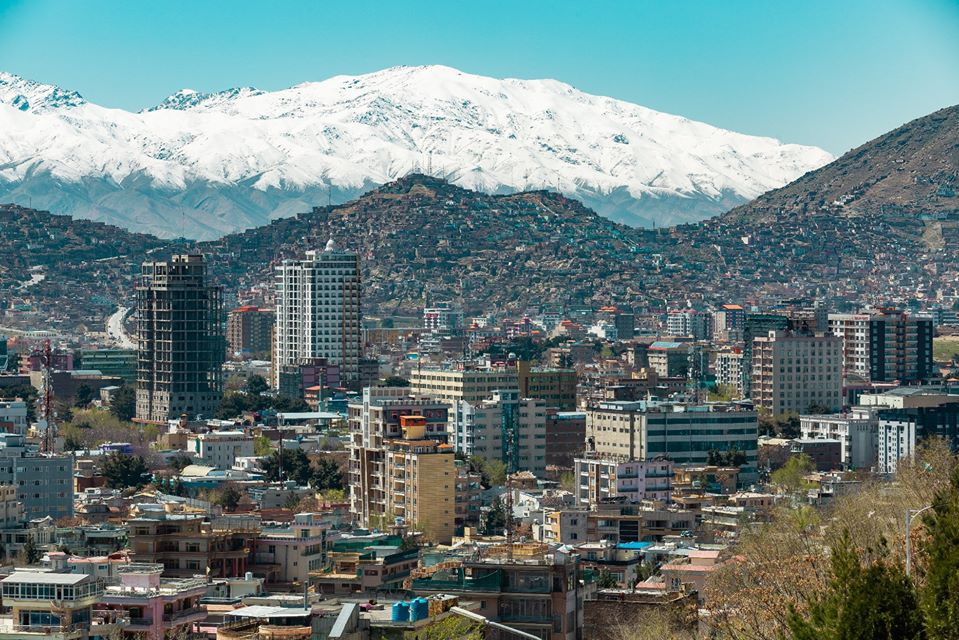
Kábul je jediné město v Afghánistánu s více než 1 milionem obyvatel

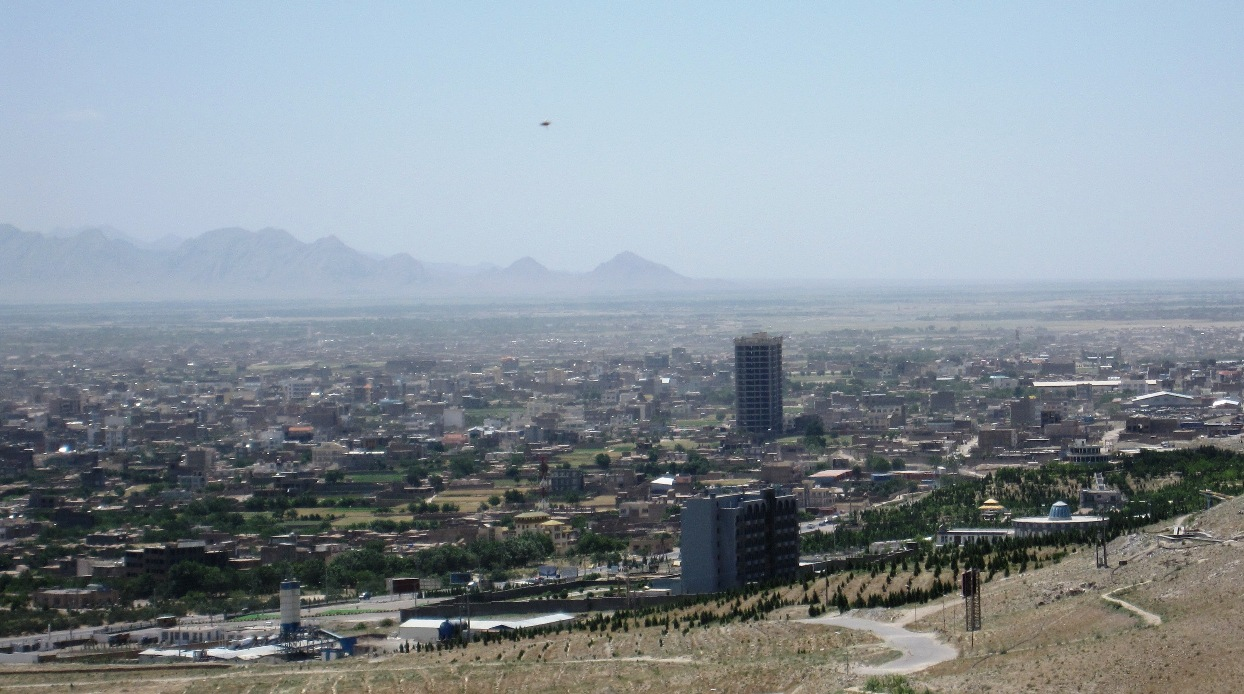
Herát je třetí největší město a nachází se v západním Afghánistánu

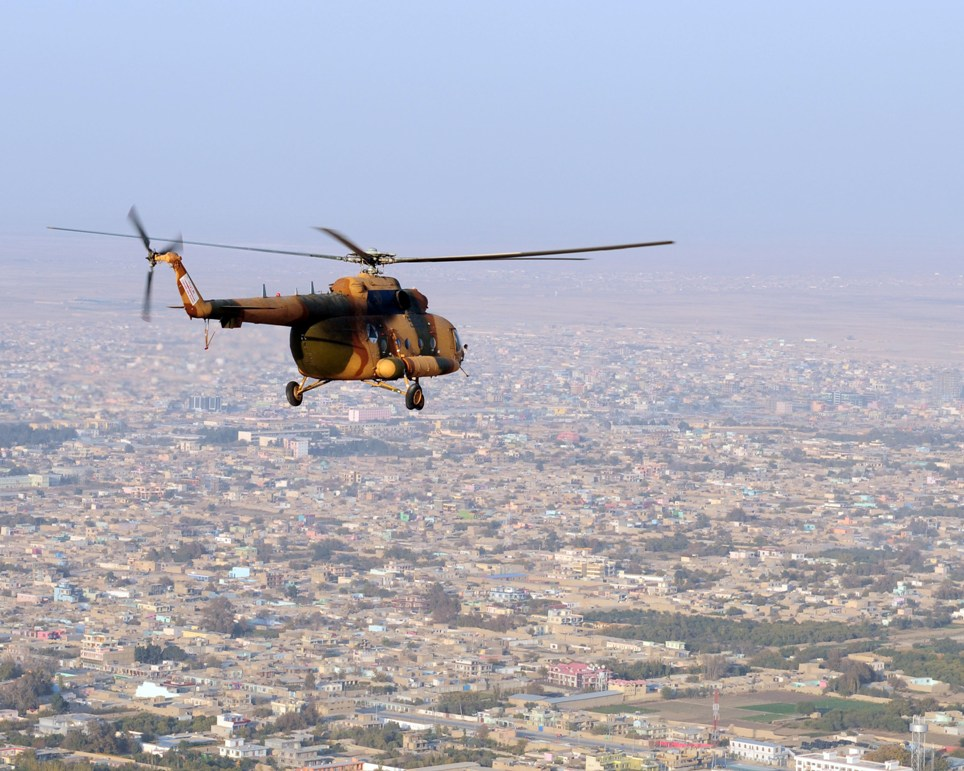
Mazáre Šeríf je čtvrté největší město a nachází se v severním Afghánistánu

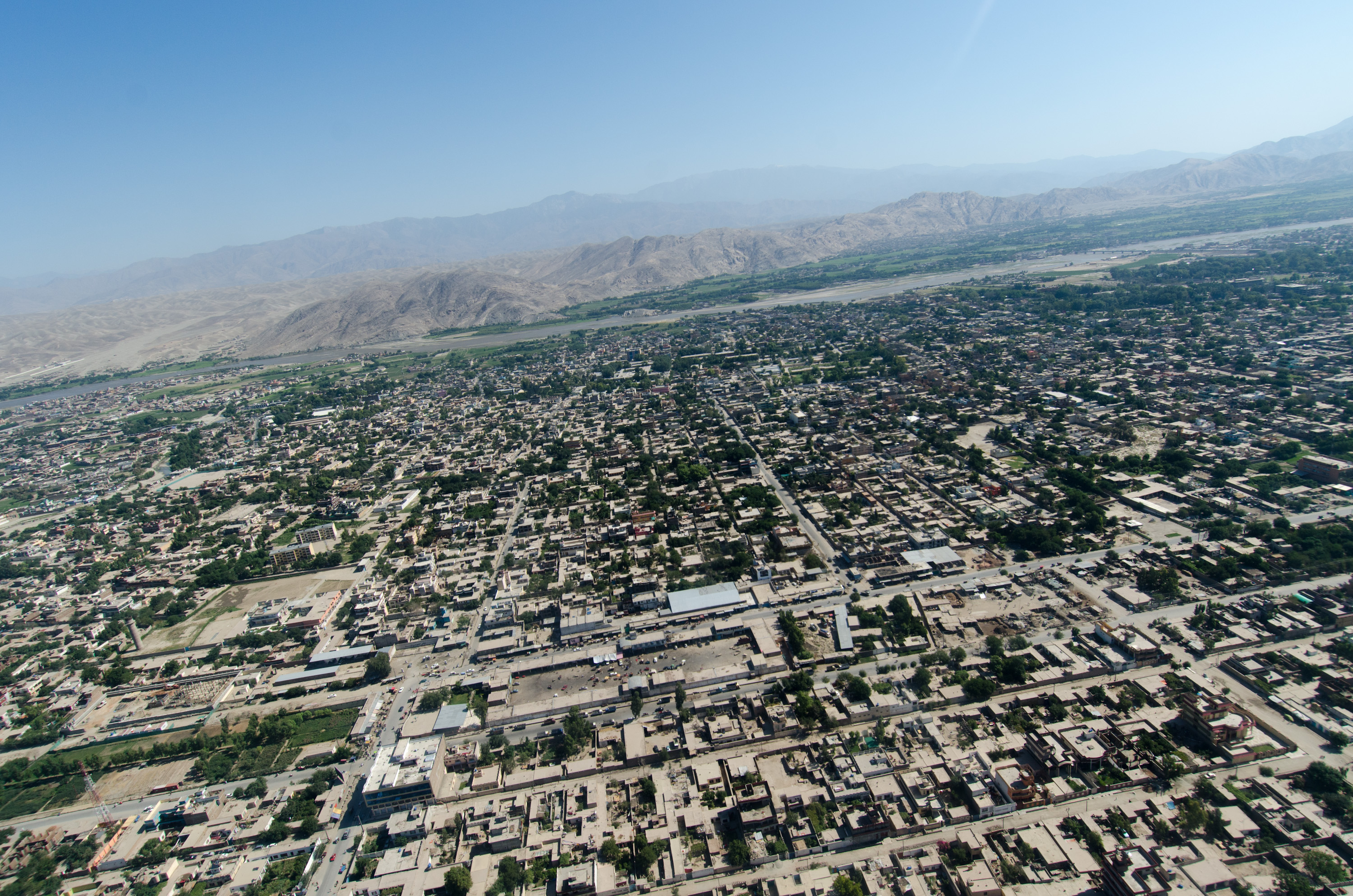
Džalálábád, páté největší město, ležící ve východním Afghánistánu

Jediným městem v Afghánistánu s více než 1 milionem obyvatel je jeho hlavní město Kábul. Zbytek tvoří menší města a obce. Podle Národního úřadu pro statistiku a informace (NSIA) žilo v Afghánistánu v roce 2020 odhadem 32 225 560 osob. Z toho asi 7,8 milionu žilo v městských oblastech a zbytek na venkově.

## Seznam
Níže uvedená tabulka obsahuje 18 měst Afghánistánu s více než 100 000 obyvateli, která jsou seřazena podle počtu obyvatel.
| Jméno        | Provincie | Odhad populace k prosinci 2022 |
| ------------ | --------- | ------------------------------ |
| Kábul        | Kábul     | 13 500 000                     |
| Kandahár     | Kandahár  | 1 500 000                      |
| Herát        | Herát     | 2 345 000                      |
| Mazáre Šeríf | Balch     | 1 905 567                      |
| Kundúz       | Kundúz    | 970 000                        |
| Džalálábád   | Nangarhár | 1 900 000                      |
| Talokan      | Tachár    | 700 000                        |
| Pol-e Chumrí | Baghlán   | 679 000                        |
| Čáríkár      | Parván    | 450 000                        |
| Laškargáh    | Hilmand   | 1 000 000                      |
| Šaberghán    | Džúzdžán  | 400 000                        |
| Ghazní       | Ghazní    | 675 909                        |
| Chóst        | Chóst     | 432 000                        |
| Sar-e Pol    | Sar-e Pol | 390 000                        |
| Čachčarán    | Ghór      | 290 000                        |
| Mehtar Lám   | Laghmán   | 230 000                        |
| Faráh        | Faráh     | 590 000                        |
| Pol-e Alam   | Lógar     | 199 000                        |

## Starověké názvy
Starověké názvy míst nebo měst v Afghánistánu:
| Současné město a region | Starověký název             |
| ----------------------- | --------------------------- |
| Kábul                   | Koféne, Gaofú, Kábúrá       |
| Ghazní                  | Ghaznín, Ghazna             |
| Balch                   | Bachlo, Baktra, Bochdí      |
| Bámján                  | Bamikan                     |
| Herát                   | Harajva, Harí, Aria         |
| Laghmán                 | Lampaka                     |
| Džalálábád              | Adinapúr                    |
| Kandahár                | Arachósie                   |
| Laškargáh               | Bost, Bust                  |
| Zarandž                 | Zranka, Zarangia, Drangiána |
| Kundúz                  | Drapsaka, Walwalij          |

## Galerie

Fotografie menších afghánských měst
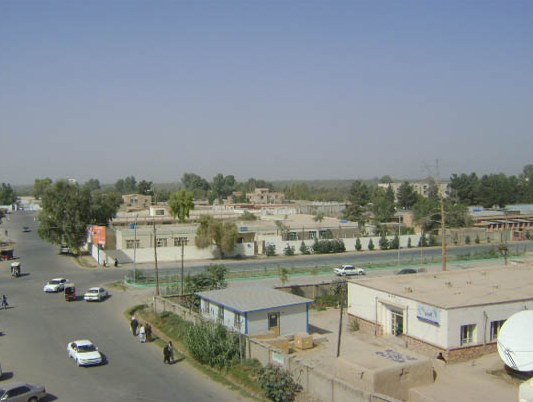
Laškargáh, hlavní město provincie Hilmand v jižním Afghánistánu
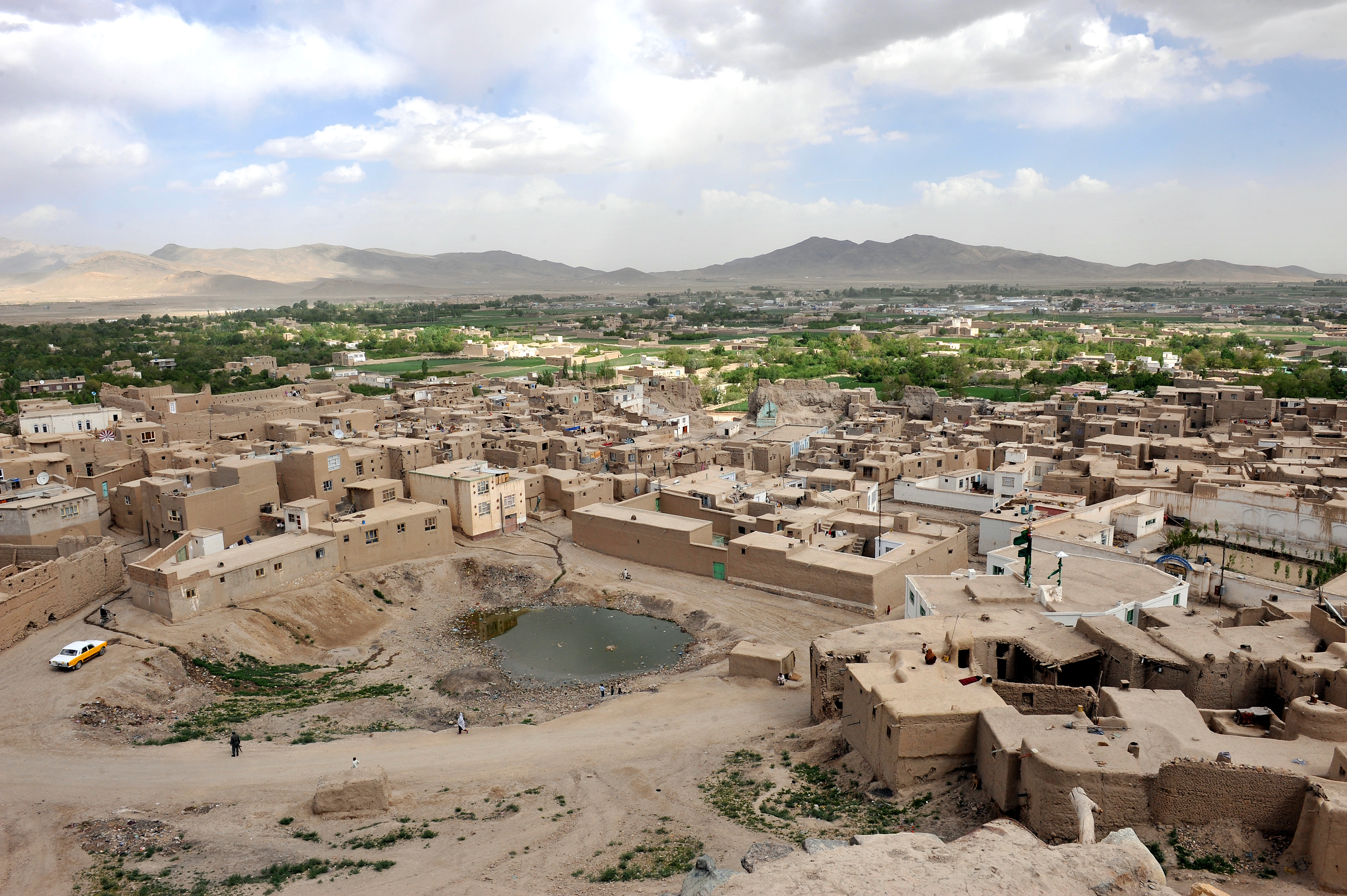
Čtvrť Ghazní, hlavního města provincie Ghazní
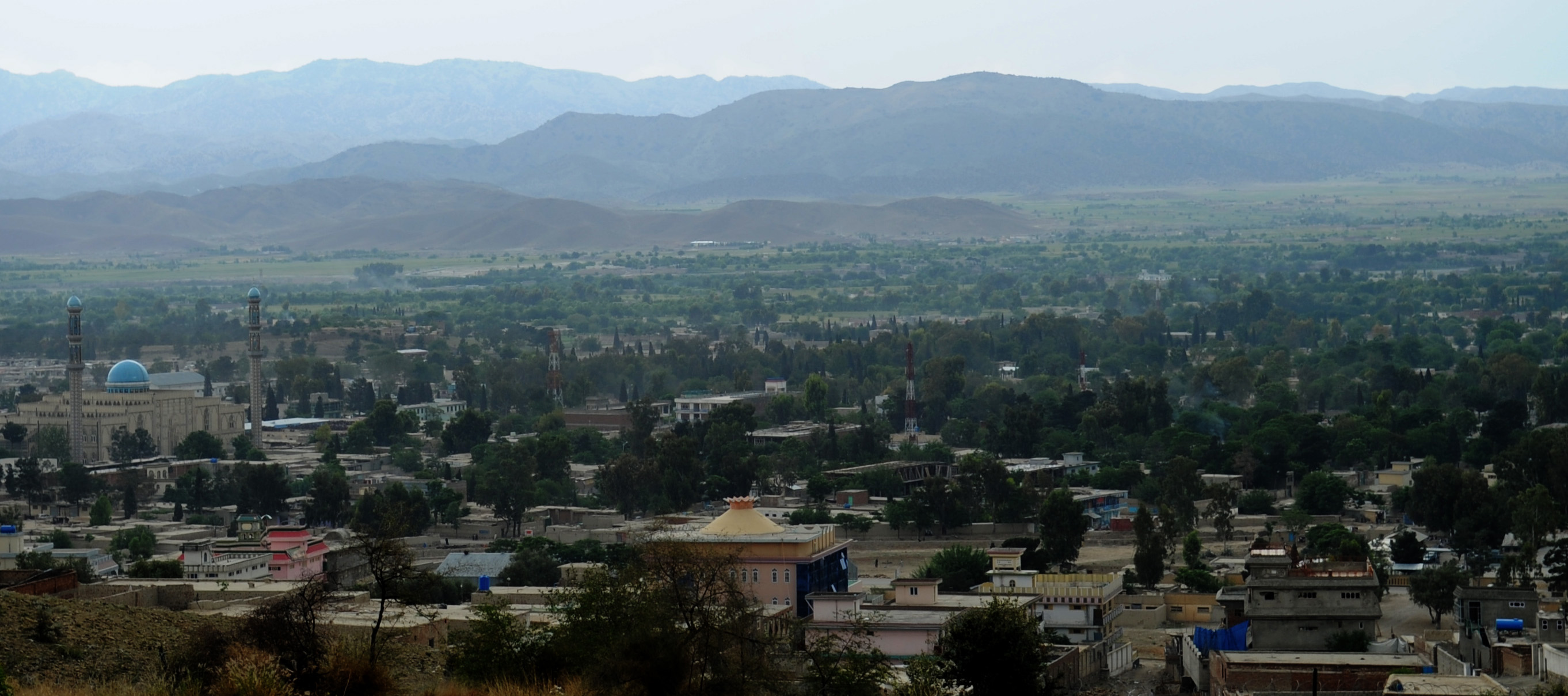
Chóst, hlavní město provincie Chóst na východě
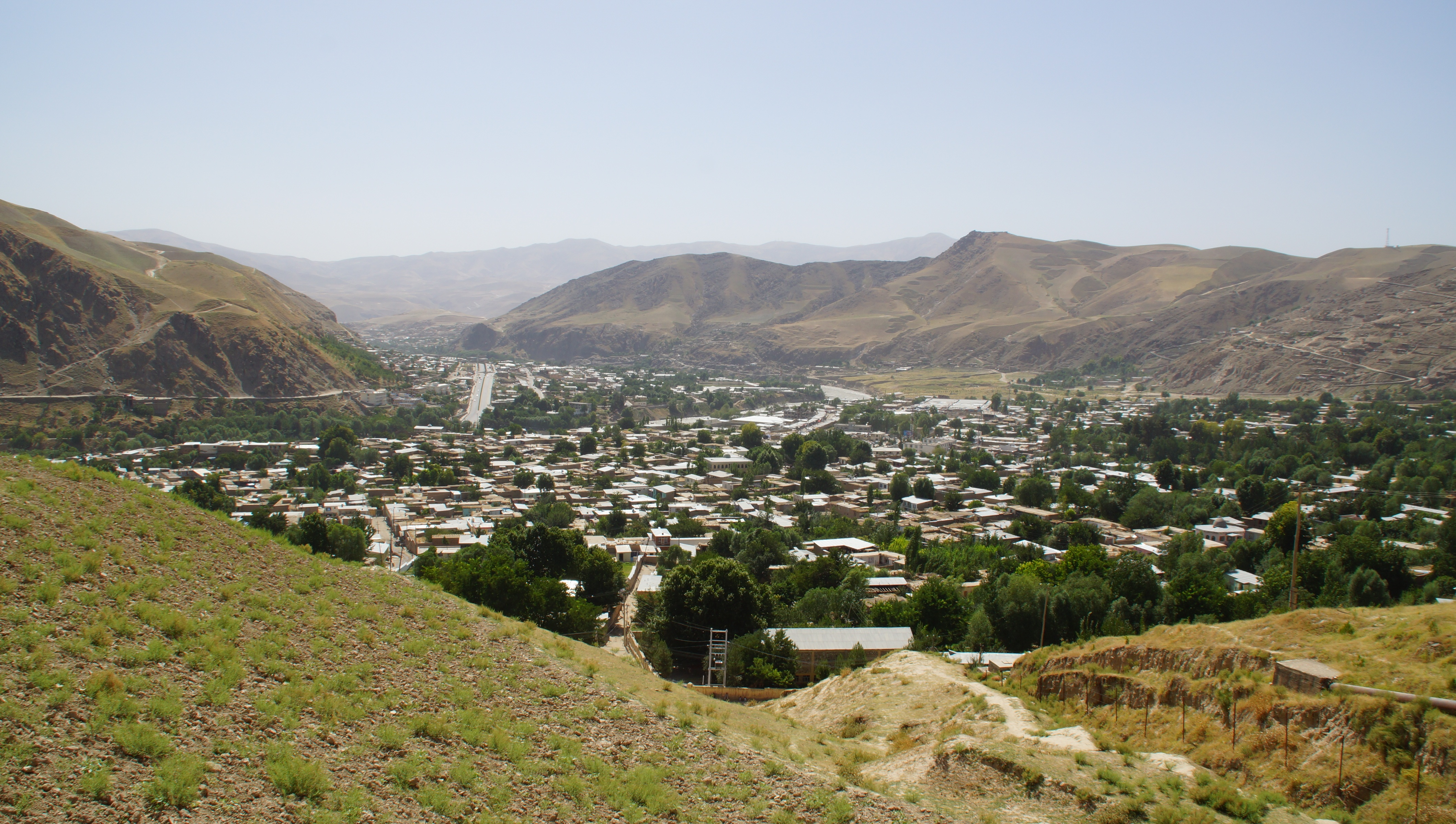
Fajzábád, hlavní město provincie Badachšán v Afghánistánu
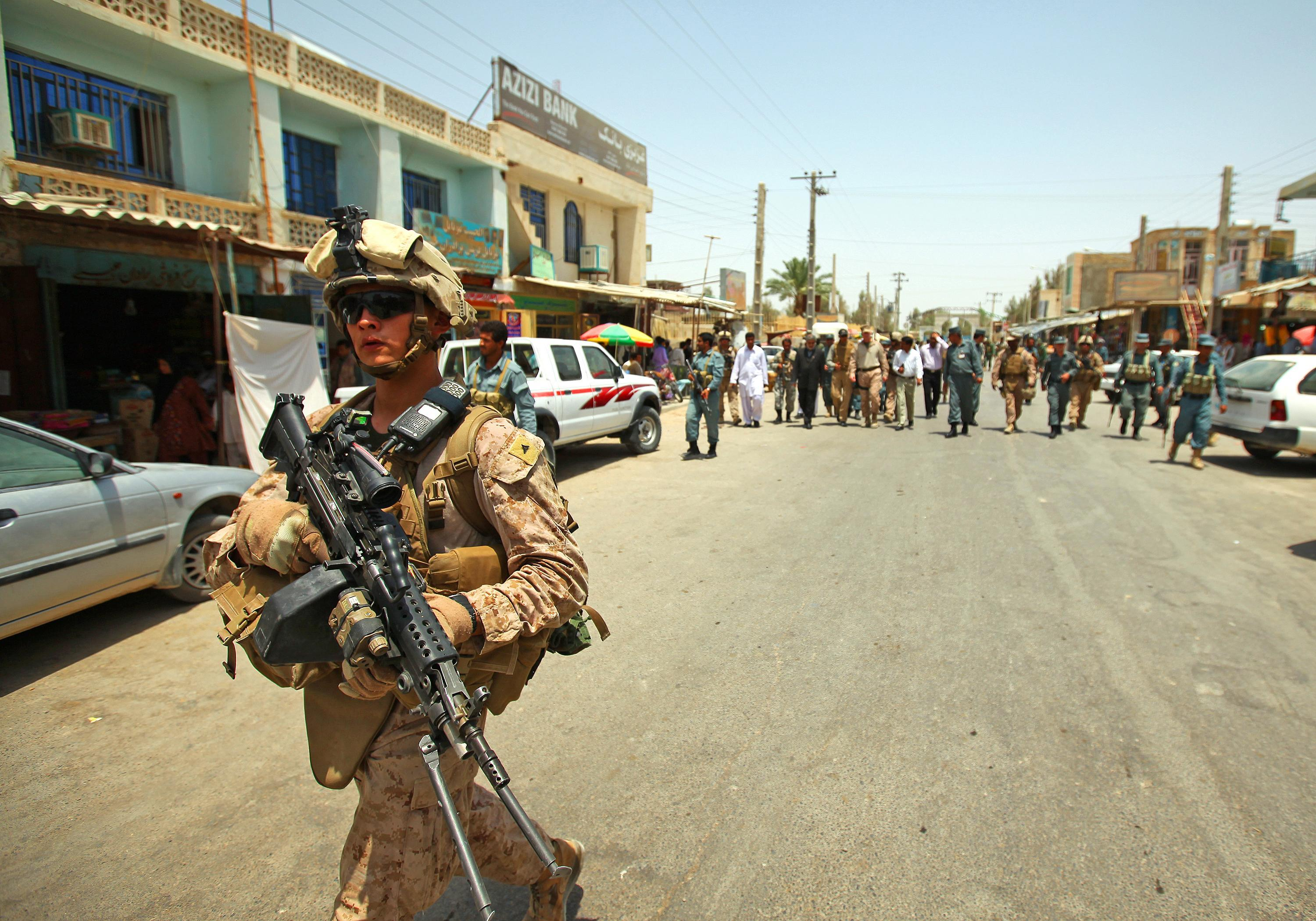
Zarandž, hlavní město provincie Nímróz v jihozápadním Afghánistánu
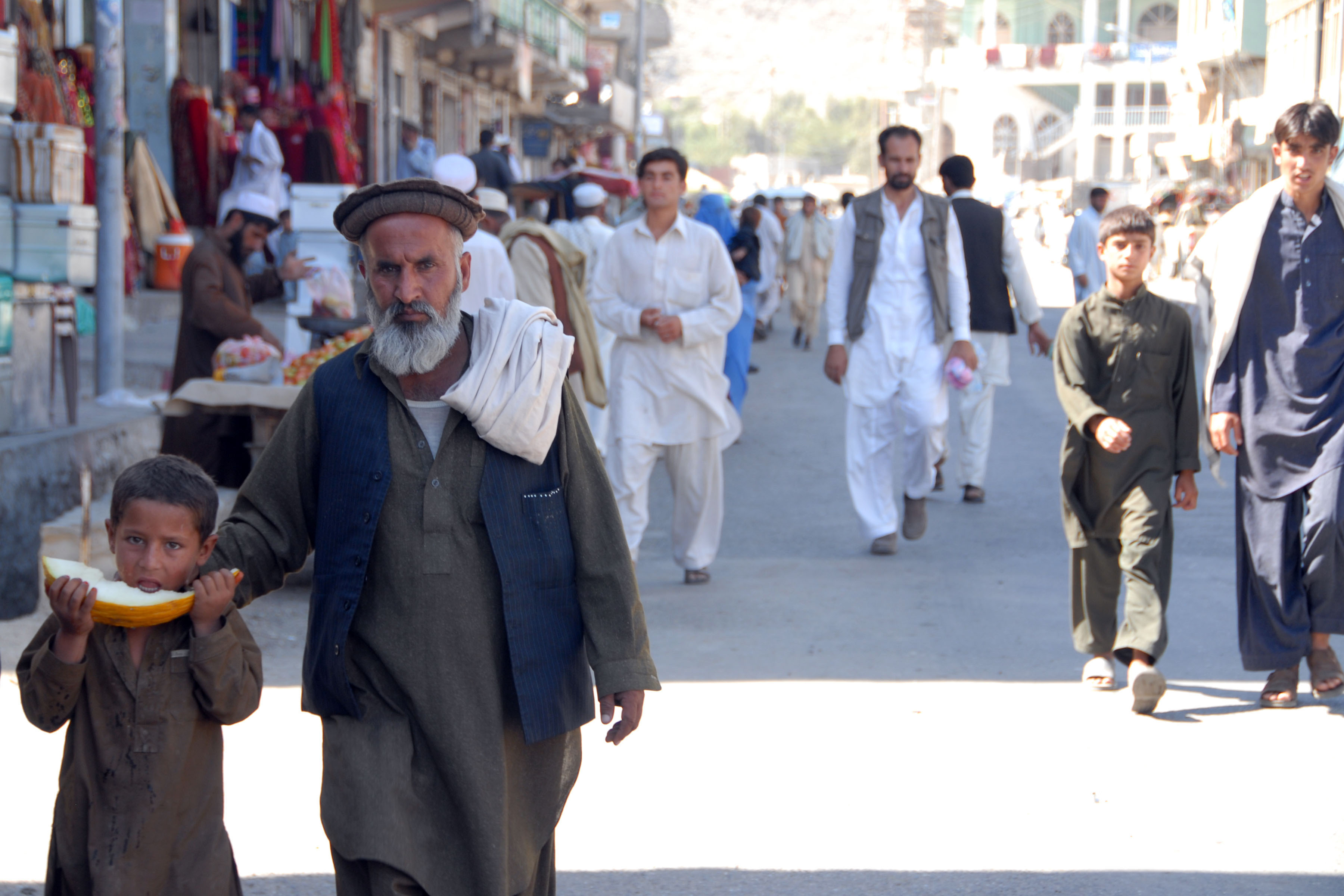
Asadábád, hlavní město provincie Kúnar na východě